# Микенс, Арнолд
Арнолд Ли Микенс—младший (англ. Arnold Lee Mickens Jr.; 12 октября 1972, Индианаполис, Индиана — 18 января 2022) — профессиональный американский футболист, раннинбек. В 1996 году играл в НФЛ в составе клуба «Индианаполис Колтс». На студенческом уровне выступал за команду университета Батлера.

## Биография
Арнолд Микенс родился 12 октября 1972 года в Индианаполисе. Там же окончил старшую школу Брод-Риппл. В составе школьной футбольной команды играл раннинбеком и лайнбекером, включался в состав сборной звёзд штата. После выпуска поступил в Индианский университет, но затем перевёлся в университет Батлера. Причиной стало нежелание тренера команды ставить его на место бегущего. В составе «Батлер Буллдогз» Микенс выступал в течение двух лет, установив восемнадцать различных рекордов дивизиона I-AA NCAA и университета. В 1994 году он стал самым результативным бегущим NCAA, набрав 2255 ярдов. В 2009 году его избрали в Зал спортивной славы университета.
На драфте НФЛ Микенс выбран не был. В статусе свободного агента он подписал контракт с клубом «Индианаполис Колтс», сыграл в трёх матчах регулярного чемпионата 1996 года. На поле он выходил как игрок специальных команд.
В 1998 году Микенс завершил спортивную карьеру и начал работать в сфере образования, заняв должность заместителя спортивного директора в подготовительной школе Бребёф. Затем он работал в системе государственных школ Индианаполиса. Занимал должность советника в школе имени Криспуса Аттокса.
Арнолд Микенс скончался 18 января 2022 года в возрасте 49 лет.